# Gemeinsame Erklärung über die Macau-Frage
Die Gemeinsame Erklärung über die Macau-Frage oder die Chinesisch-Portugiesische Gemeinsame Erklärung ist ein Staatsvertrag zwischen Portugal und der Volksrepublik China über den Status von Macau. Der vollständige Name des Vertrages lautet: Gemeinsame Erklärung der Regierung der Volksrepublik China und der Regierung der Portugiesischen Republik über die Macau-Frage.
Unterzeichnet im März 1987, etablierte die Erklärung den Prozess und die Bedingungen für die Übertragung des Territoriums von der portugiesischen Herrschaft zur Volksrepublik China. Die Gemeinsame Erklärung dient zudem als Hauptquelle der Grundrechte, die in der Verfassung der Sonderverwaltungszone Macau umgesetzt wurden.
Der Prozess der Rückgabe Macaus an China war ähnlich dem der Übertragung Hongkongs zur chinesischen Souveränität durch das Vereinigte Königreich im Jahr 1997.

## Hintergrund
Das Königreich Portugal erhielt im 16. Jahrhundert vom Kaiserreich China die Erlaubnis zur Gründung einer Handelsniederlassung in Macau. Portugal zahlte für die Nutzung der Stadt von 1557 bis 1849 jährlich eine Pacht an China. Die Souveränität verblieb jedoch bei China. 1845 erklärte die portugiesische Regierung Macau einseitig zu einem Freihafen. 1887 musste die chinesisch-kaiserliche Regierung „die dauerhafte Besetzung und Regierung Macaus durch Portugal“ anerkennen. Allerdings gelang es den Chinesen, in diesen „Vertrag von Lissabon“, den beide Seiten 1888 ratifizierten, einen entscheidenden Passus einzubringen: Die portugiesische Regierung erklärte sich bereit, „Macau niemals ohne vorherige chinesische Zustimmung an eine andere Macht abzutreten“. Ein weiterer Vertrag sollte nach einer gemeinsamen Festlegung der Grenze die endgültige Abtretung fixieren. Dazu ist es jedoch nie gekommen.
In der Folgezeit forderte China wiederholt die Rückgabe der Enklave. Im Zuge der sogenannten Nelkenrevolution erhielt Portugal eine neue Verfassung. Darin wurde Macau ein „Sonderstatus als chinesisches Territorium unter portugiesischer Verwaltung“ eingeräumt. Erst 1979 erkannte Portugal die Volksrepublik China auf Grundlage der UN-Resolution 2758 von 1971 als einzig rechtmäßigen Vertreter des chinesischen Volkes an. Mit Aufnahme der diplomatischen Beziehungen wurde der Weg für einen völkerrechtswirksamen Staatsvertrag frei. Von Juni 1986 bis März 1987 fanden zwischen Delegationen der chinesischen und der portugiesischen Regierung vier Verhandlungsrunden statt. Am 13. April 1987 wurde die Gemeinsame Erklärung der Regierung der Volksrepublik China und der Regierung der Republik Portugal über die Macao-Frage in Peking unterzeichnet.

## Bestimmungen
Die Erklärung fixierte das offizielle Ende der portugiesischen Verwaltung um Mitternacht 19./20. Dezember 1999 und die Entstehung einer chinesischen Sonderverwaltungszone Macau auf Basis der Formel „Ein Land, zwei Systeme“ bei weitgehender Autonomie für mindestens 50 Jahre nach Übertragung der Souveränität.
Weitgehende Autonomie bedeutet, dass die eigenen Bewohner Macaus für mindestens 50 Jahre nach der Übertragung ohne Eingreifen der zentralen Behörden der Volksrepublik China völlig selbstständig die Angelegenheiten ihres Gebietes hinsichtlich der Exekutive, der Legislative und der Judikative wahrnehmen können, mit Ausnahme der Außenbeziehungen und der Verteidigung. Unter dem Namen „Macau, China“, hat die Regierung Macaus das Recht, für die Entwicklung Macaus Vereinbarungen mit Portugal und internationalen Organisationen abzuschließen. Auf Grundlage des chinesisch-portugiesischen Abkommens kann die chinesische Regierung keine Steuern über Macau erheben; alle von der Regierung Macaus erhobenen Steuern fließen in den Haushalt der Sonderverwaltungszone Macau.